# Коралов остров
Кораловият остров възниква в резултат от разрастването на рифообразуващите организми в океаните и моретата на тропическия пояс. Кораловите острови във вид на цял или частичен кръг се наричат атоли. В повечето случаи еволюцията на този тип коралови острови започва от създаването на вулканичен остров, който с времето се оформя като атол, чиято лагуна се запълва с времето от пясък и тленни коралови останки. Повечето коралови острови се намират в Тихия океан.
Много от островите на островната държава Кирибати, както и островите Джарвис, Бейкър, Хауланд или островната група Луайоте са коралови.